# Gorman (Maryland)
Gorman es un lugar designado por el censo ubicado en el condado de Garrett en el estado estadounidense de Maryland. En el año 2010 tenía una población de 106 habitantes.

## Geografía
Gorman se encuentra ubicado en las coordenadas 
39°17′43″N 79°20′47″O / 39.29528, -79.34639.

## Demografía
Según la Oficina del Censo en 2000].